# 汪永进
汪永进（1959年4月—），男，中国自然地理学家，南京师范大学教授，从事洞穴沉积和气候环境演变研究，中国教育部第六批“长江学者”特聘教授，参与“973”计划等多个重点项目，曾获得国家自然科学奖等奖项。

## 生平
1982年和1987年获得南京大学地质系岩矿专业学士学位、地质系沉积岩石学专业硕士学位，2000年获南京师范大学自然地理学博士学位。
1988年起在匹兹堡大学行星地球科学系研修古地磁学。1987年至今，在南京师范大学地理系任教。

## 社会兼职
担任《第四纪研究》杂志编委。